# Pakistanische Frauen-Cricket-Nationalmannschaft in England in der Saison 2013
Die Tour der pakistanischen Cricket-Nationalmannschaft nach England in der Saison 2013 fand vom 1. bis zum 5. Juli 2013 statt. Die internationale Cricket-Tour war Bestandteil der Internationalen Cricket-Saison 2013 und umfasste zwei WODIs und zwei WTwenty20s. England gewann die WODI-Serie 2–0 und die WTwenty20-Serie endete 1–1 unentschieden.

## Vorgeschichte
Für beide Mannschaften war es die erste Tour der Saison. Das letzte Aufeinandertreffen der beiden Mannschaften bei einer Tour fand in der Saison 2012 in England statt.

## Stadien
Die folgenden Stadien wurden für die Tour als Austragungsort vorgesehen.
| Stadion            | Stadt        | Kapazität | Spiele                |
| ------------------ | ------------ | --------- | --------------------- |
| Haslegrave Ground  | Loughborough |           | 2. WODI; 1. & 2. WT20 |
| Louth Cricket Club | Louth        |           | 1. WODI               |

## Kaderlisten
England benannte seine Kader am 10. Juni 2013.
| WODI | WODI | WTwenty20 | WTwenty20 |
| England | Pakistan | England | Pakistan |
| --- | --- | --- | --- |
| - Charlotte Edwards (K) - Arran Brindle - Georgia Elwiss - Tash Farrant - Lydia Greenway - Jenny Gunn - Danielle Hazell - Amy Jones - Heather Knight - Beth Langston - Nat Sciver - Anya Shrubsole - Sarah Taylor (wk) - Lauren Winfield - Danni Wyatt | - Sana Mir (K) - Nain Abidi - Nida Dar - Batool Fatima (wk) - Asmavia Iqbal - Qanita Jalil - Iram Javed - Javeria Khan - Nahida Khan - Bismah Maroof - Javeria Rauf - Rabiya Shah - Sumaiya Siddiqi - Sadia Yousuf | - Charlotte Edwards (K) - Arran Brindle - Georgia Elwiss - Tash Farrant - Lydia Greenway - Jenny Gunn - Danielle Hazell - Amy Jones - Beth Langston - Susie Rowe - Nat Sciver - Anya Shrubsole - Sarah Taylor (wk) - Lauren Winfield - Danni Wyatt | - Sana Mir (K) - Nain Abidi - Nida Dar - Batool Fatima (wk) - Asmavia Iqbal - Qanita Jalil - Iram Javed - Javeria Khan - Nahida Khan - Bismah Maroof - Javeria Rauf - Rabiya Shah - Sumaiya Siddiqi - Sadia Yousuf |

## Tour Matches
| 27. Juni Scorecard | Loughborough | Pakistan 100-8 (20)                   | – | England Academy 104-1 (19) |
|                    |              | England Academy gewinnt mit 9 Wickets |   |                            |

| 27. Juni Scorecard | Loughborough | Pakistan 85-4 (15) | – | England Academy |
|                    |              | No Result          |   |                 |

| 27. Juni Scorecard | Loughborough | England Academy 174-7 (50)     | – | Pakistan 176-8 (46.3) |
|                    |              | Pakistan gewinnt mit 2 Wickets |   |                       |

## Women’s One-Day Internationals

### Erstes WODI in Louth
| 1. Juli Scorecard | Louth | England 227-7 (50)           | – | Pakistan 116 (41.2) |
|                   |       | England gewinnt mit 111 Runs |   |                     |

England gewann den Münzwurf und entschied sich als Schlagmannschaft zu beginnen. Als Spielerin des Spiels wurde Jenny Gunn ausgezeichnet.

### Zweites WODI in Loughborough
| 3. Juli Scorecard | Loughborough | Pakistan 156-6 (50)           | – | England 157-4 (38) |
|                   |              | England gewinnt mit 6 Wickets |   |                    |

Pakistan gewann den Münzwurf und entschied sich als Schlagmannschaft zu beginnen. Als Spielerin des Spiels wurde Natalie Sciver ausgezeichnet.

## Women’s Twenty20 Internationals

### Erstes WTwenty20 in Loughborough
| 5. Juli Scorecard | Loughborough | England 145-7 (20)          | – | Pakistan 75-6 (20) |
|                   |              | England gewinnt mit 70 Runs |   |                    |

England gewann den Münzwurf und entschied sich als Schlagmannschaft zu beginnen. Als Spielerin des Spiels wurde Sarah Taylor ausgezeichnet.

### Zweites WTwenty20 in Loughborough
| 5. Juli Scorecard | Loughborough | Pakistan 116-8 (20)        | – | England 115 (20) |
|                   |              | Pakistan gewinnt mit 1 Run |   |                  |

Pakistan gewann den Münzwurf und entschied sich als Schlagmannschaft zu beginnen. Als Spielerin des Spiels wurde Sana Mir ausgezeichnet. Es war der erste Sieg Pakistans über England überhaupt im Frauen-Cricket.

## Auszeichnungen

### Player of the Match
Als Player of the Match wurden die folgenden Spielerinnen ausgezeichnet.
| Spiel   | Player of the Match |
| ------- | ------------------- |
| 1. WODI | Jenny Gunn          |
| 2. WODI | Natalie Sciver      |
| 1. WT20 | Sarah Taylor        |
| 2. WT20 | Sana Mir            |